# Tinearia
Tinearia is een muggengeslacht uit de familie van de motmuggen (Psychodidae). Tegenwoordig meestal niet gezien als zelfstandig genus, maar als ondergeslacht van Psychoda.

## Soorten
- T. alternata (Say, 1824)
- T. lativentris (Berden, 1952)
- T. pseudalternicula (Salamanna, 1975)